# Bollettino della Vittoria

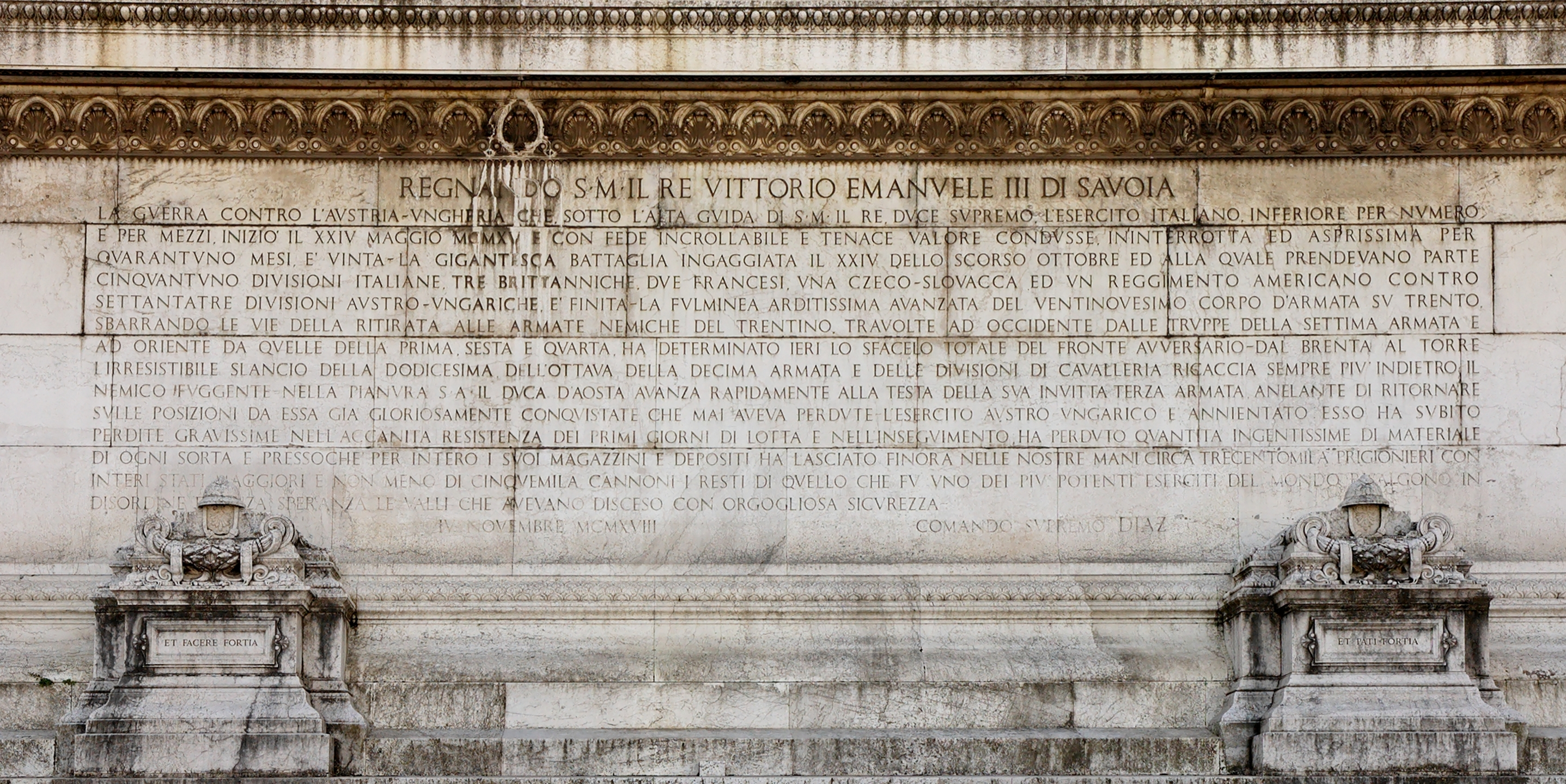
Il testo del Bollettino della Vittoria scolpito sul marmo del Vittoriano, con i due altari che riportano la scritta "" (a sinistra) "" (a destra) riecheggiante la locuzione latina Et facere et pati fortia romanum est, ossia "È da Romano compiere e patire cose forti"

Il Bollettino della Vittoria è il proclama ufficiale emanato dopo la battaglia di Vittorio Veneto e l'armistizio di Villa Giusti con cui il generale Armando Diaz, comandante supremo del Regio Esercito, annunciò, il 4 novembre 1918, la resa dell'Impero austro-ungarico e la vittoria dell'Italia nella prima guerra mondiale. 
Il bollettino originale è esposto nel Museo risorgimentale Duca d'Aosta presso il Castello di Sanluri in Sardegna.

## Autore materiale
Il suo autore materiale sarebbe stato, in realtà, il generale Domenico Siciliani, capo dell'Ufficio stampa del comando supremo. Ogni anno, il 4 novembre, le istituzioni italiane celebrano l'avvenimento con la Giornata dell'Unità Nazionale e delle Forze Armate.
Analogamente fu redatto, dall'ammiraglio Paolo Thaon di Revel, comandante supremo della Regia Marina, il Bollettino della Vittoria Navale. Non fu mai redatto un analogo bollettino per le forze aeree, visto che queste ultime facevano capo al Servizio Aeronautico, reparto destinato agli aeromobili del Regio Esercito: la Regia Aeronautica, terza forza armata del Regno d'Italia, fu infatti istituita nel 1923, dopo la fine della prima guerra mondiale.

## Il testo
Bollettino di guerra n. 1268
La guerra contro l'Austria-Ungheria che, sotto l'alta guida di S.M. il Re, duce supremo, l'Esercito Italiano, inferiore per numero e per mezzi, iniziò il 24 maggio 1915 e con fede incrollabile e tenace valore condusse ininterrotta ed asprissima per 41 mesi, è vinta.
La gigantesca battaglia ingaggiata il 24 dello scorso ottobre ed alla quale prendevano parte cinquantuno divisioni italiane, tre britanniche, due francesi, una cecoslovacca ed un reggimento americano, contro settantatré divisioni austroungariche, è finita.
La fulminea e arditissima avanzata del XXIX Corpo d'Armata su Trento, sbarrando le vie della ritirata alle armate nemiche del Trentino, travolte ad occidente dalle truppe della VII armata e ad oriente da quelle della I, VI e IV, ha determinato ieri lo sfacelo totale della fronte avversaria. Dal Brenta al Torre l'irresistibile slancio della XII, della VIII, della X armata e delle divisioni di cavalleria, ricaccia sempre più indietro il nemico fuggente.
Nella pianura, S.A.R. il Duca d'Aosta avanza rapidamente alla testa della sua invitta III armata, anelante di ritornare sulle posizioni da essa già vittoriosamente conquistate, che mai aveva perdute.
L'Esercito Austro-Ungarico è annientato: esso ha subito perdite gravissime nell'accanita resistenza dei primi giorni e nell'inseguimento ha perduto quantità ingentissime di materiale di ogni sorta e pressoché per intero i suoi magazzini e i depositi. Ha lasciato finora nelle nostre mani circa trecentomila prigionieri con interi stati maggiori e non meno di cinquemila cannoni.
I resti di quello che fu uno dei più potenti eserciti del 
mondo risalgono in disordine e senza speranza le valli che avevano discese con orgogliosa sicurezza.»
(Armando Diaz, comandante supremo del Regio Esercito)

### Ultimo passo

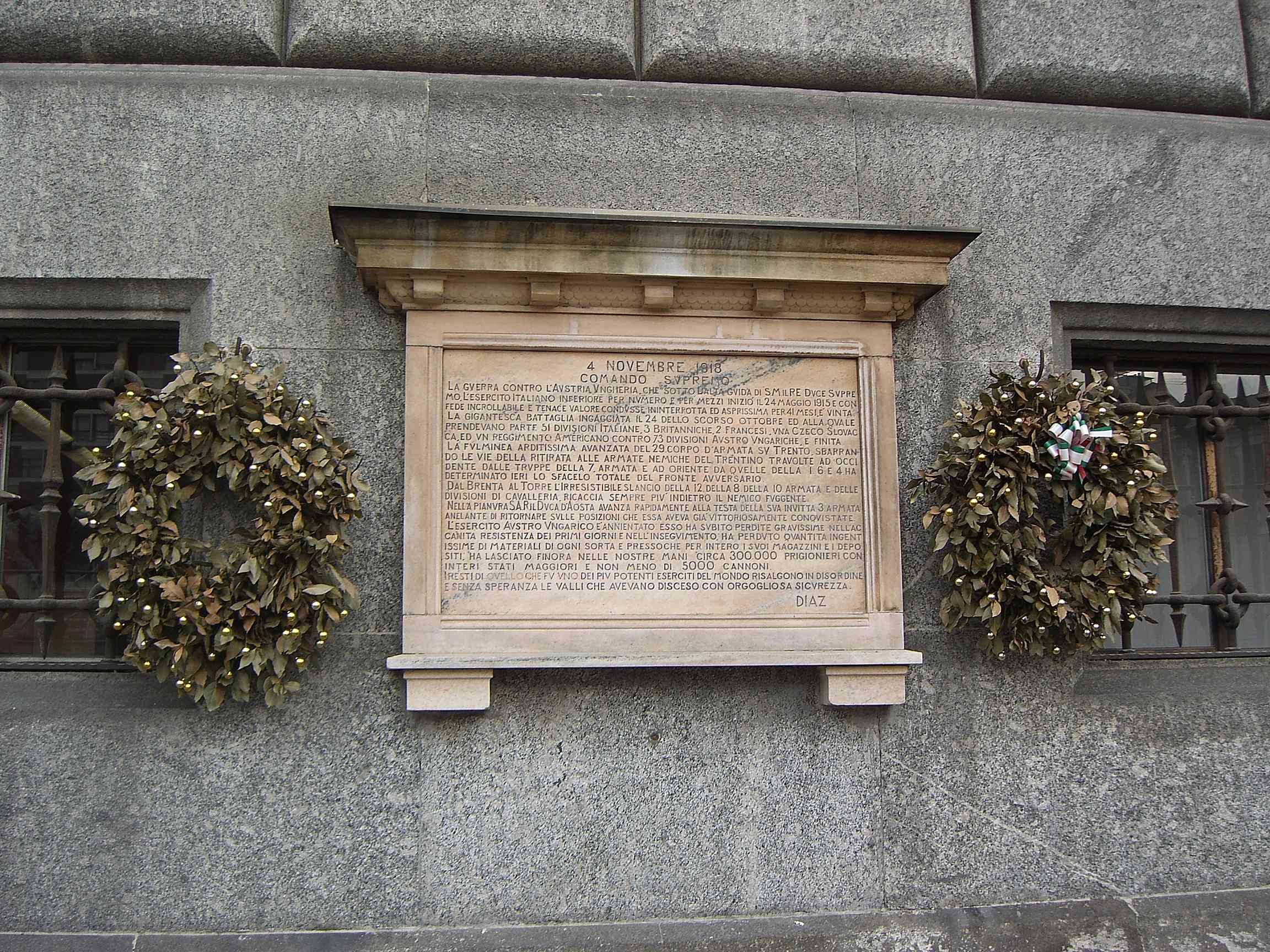
Lapide commemorativa presso il comune di Monza

- Giorgio Bonacina ha fatto notare[3] come l'ultima frase del bollettino sia sì a effetto, ma, a suo dire, conterrebbe un errore semantico: da un punto di vista strettamente letterale, a discendere le valli con "orgogliosa sicurezza" fu il potente esercito austro-ungarico nel pieno della sua potenza e non i suoi resti che poi le risalirono in disordine dopo la sconfitta. Il linguista Giorgio De Rienzo, nella rubrica «Scioglilingua» da lui tenuta sul Corriere della Sera, ha invece affermato che le due righe non contengono alcun errore.[4]
- Un'altra lettura evidenzia come non si tratti di un errore, ma di un esempio dell'uso della figura retorica detta sineddoche: traslazione di significato si avrebbe attribuendo i "resti", termine afferente al campo semantico bellico e designante corpi martoriati (quindi zeugma), all'esercito (sineddoche individuabile più chiaramente nel paragrafo precedente, dove "esercito", nome collettivo che nell'ultimo paragrafo costituisce un complemento partitivo, è impiegato al singolare).[non chiaro] Nemmeno l'aggettivo "asprissima" (invece di "asperrima"), che s'incontra nel primo paragrafo, sarebbe da considerarsi un errore, dal momento che l'aggettivo "aspro" ammette la forma superlativa assoluta in "issimo", consolidata da secoli[5].

## Influenza culturale
Successivamente all'apposizione della targa in tutti i municipi d'Italia, la fama e il nome di Diaz divennero quelli di un eroe nazionale; in alcune versioni, tuttavia, essa non terminava con il nome e il cognome del generale, ma semplicemente con "FIRMATO, DIAZ" (nella forma abbreviata "F.TO, DIAZ"), spesso addirittura senza la virgola. La celebrità data al personaggio, unito alla relativa ignoranza o ingenuità della molta parte del popolo che a malapena sapeva leggere, fece credere a molti genitori che "firmato" fosse il nome dell'eroe, così, nei primi anni venti del Novecento, in Italia si diffuse, soprattutto nelle fasce più umili, il nome di battesimo "Firmato", talvolta modificato nel più noto "Firmino" in quanto, pur se presente nel calendario cristiano (i santi Firmato e Flavina, martiri di Auxerre prima del VI secolo, si festeggiano il 5 ottobre) esso non ha mai avuto vera diffusione.